# Thomas Winkler (Sänger)
Thomas Laszlo Winkler (* 20. November 1985 in Zollikofen) ist ein Schweizer Sänger, der bis zum 22. August 2021 Frontmann der Metal-Band Gloryhammer war. 2022 gründete er die Metal-Supergroup Angus McSix, welche er jedoch nach einem Album schon wieder verließ. Hauptberuflich ist er als Notar tätig.

## Leben und Karriere
Anfang 2010 gab die Schweizer Heavy-Metal-Band Emerald bekannt, dass sich Thomas Winkler als ihr neuer Sänger verpflichtet habe. Nach der Veröffentlichung des ersten gemeinsamen Albums Re-Forged erschien 2011 eine Single-Auskopplung für das zweite Studioalbum der chinesischen Power-Metal-Band Barque of Dante, für welche Winkler den Gesang beisteuerte. Parallel dazu kündigte er die Zusammenarbeit für deren zweites Studioalbum an.
Nachdem Emeralds sechstes Studioalbum Unleashed im Jahr 2012 erschienen war, liess das österreichische Label Napalm Records verlauten, dass Thomas Winkler als Frontmann der von Alestorm-Sänger und -Keyboarder Christopher Bowes neu gegründeten „Heroic Fantasy Power Metal“-Band Gloryhammer unter Vertrag genommen wurde.
Im Sommer 2013 erklärte Emerald in einer Medienmitteilung, dass Thomas Winkler die Band verlässt, um sich auf andere, berufliche Aktivitäten zu konzentrieren. Wie Winkler in einem Interview ergänzte, wolle er sich nun ganz auf Gloryhammer und seine dortige Rolle als Kronprinz Angus McFife fokussieren.
Mit Gloryhammer enterte Winkler die offiziellen Album-Charts in diversen europäischen Ländern und wurde vom internationalen Fachmagazin Metal Hammer 2017 als bester Newcomer im Bereich Heavy Metal nominiert. Diese Nomination erhielt er am 18. Juli 2018 zum zweiten Mal in Folge.
Im August 2021 verkündete Gloryhammer, dass Winkler künftig nicht mehr Teil der Band sei. Später im Jahr war er zusammen mit Feuerschwanz, Melissa Bonny und Saltatio Mortis auf dem Manowar-Cover „Warriors of the World“ zu hören.
Am 4. Juli 2022 kündigte Napalm Records an, dass Winkler mit seiner neu gegründeten Power-Metal-Band Angus McSix unter Vertrag genommen wurde. Weitere Gründungsmitglieder waren Sebastian „Seeb“ Levermann (Orden Ogan) alias Arch Demon Seebulon, The Origin of All Evil, Manu Lotter (ehemals Rhapsody of Fire) alias Skaw! Buff Berserker from the North sowie Thalìa Bellazecca (ehemals Frozen Crown) alias Thalestris, Queen of the Lazer-Amazons of Caledonia. Angus McSix veröffentlichte am 19. Januar 2023 die erste Single Master of the Universe. Gleichzeitig wurde das Debütalbum Angus McSix and the Sword of Power angekündigt, welches am 21. April 2023 erschien und Platz 10 der deutschen Albumcharts erreichte.
Anfang 2025 trat Winkler letztmals in dem Angus McSix Musikvideo 6666 in Erscheinung und verkündete anschließend seinen Ausstieg aus der Band. Er begründete den Schritt damit, mehr Zeit mit seiner Familie verbringen zu wollen. Winkler war im Vorjahr zum zweiten Mal Vater geworden.

## Diskografie

### Alben
- Emerald – Re-Forged (Pure Steel Records, 2010)
- Emerald – Unleashed (Pure Steel Records, 2012)
- Gloryhammer – Tales from the Kingdom of Fife (Napalm Records, 2013)
- Barque of Dante – Lasting Forever (Mort Productions, 2013)

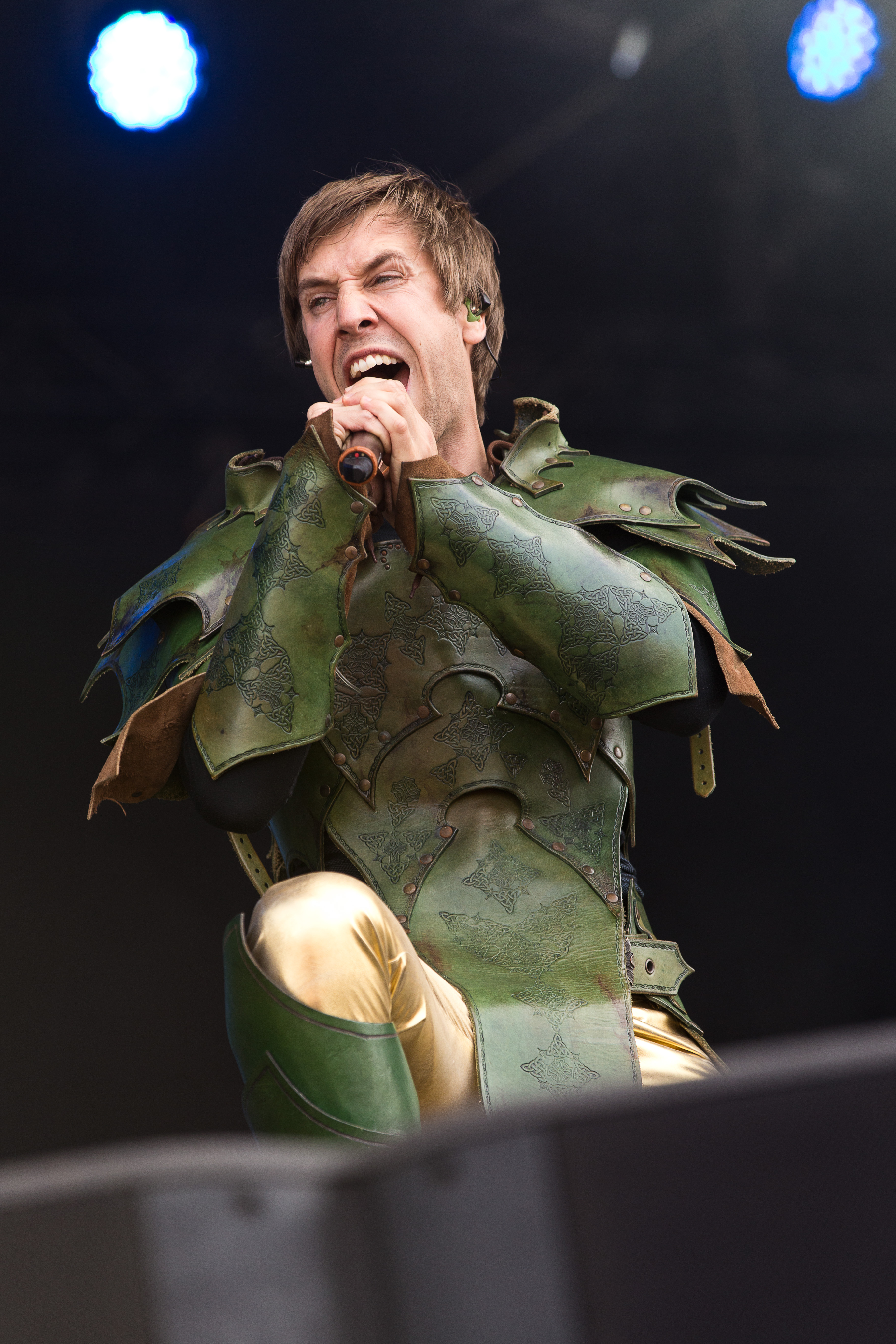
Thomas Winkler mit Gloryhammer beim Rockharz Open Air 2016

- Gloryhammer – Space 1992: Rise of the Chaos Wizards (Napalm Records, 2015) (als Thomas Winkler, Voice-Modulated Star Nucleus)
- Gloryhammer – Legend from Beyond the Galactic Terrorvortex (Napalm Records, 2019) (als Angus McFife XIII, Crown Prince of Fife)
- Angus McSix – Angus McSix and the Sword of Power (Napalm Records, 2023) (als Angus McSix, Starlord of the Sixtus Stellar System)

### Singles
- Barque of Dante – Way of Your Life (Mort Productions, 2011)
- Gloryhammer – Gloryhammer (Napalm Records, 2019)
- Gloryhammer – The Siege of Dunkeld (In Hoots We Trust) (Napalm Records, 2019)
- Angus McSix – Master of the Universe (Napalm Records, 2023)
- Angus McSix – Sixcalibur (Napalm Records, 2023)
- Angus McSix – Laser-Shooting Dinosaur (Napalm Records, 2023)

### Kompilationen mit Emerald
- Steel for an Age (Trigger Records, 2011)
- Heavy Metal Nation VII – Shares For Bears (Quam Libet Records, 2011)
- Heavy Metal Nation VIII – True As Steel Anniversary Edition (Quam Libet Records, 2011)
- Up The Hammers VI Festival DVD (Music Box Productions, 2011)
- Heavy Metal Nation IX – Recordings Of Fear (Quam Libet Records, 2013)

### Gastauftritte
- Pertness – From the Beginning to the End (Karthago Records, 2010); Chorsänger
- Kambrium – Dark Reveries (7 Hard Records, 2013); Gastsänger
- Signum Regis – Exodus (Ulterium Records, 2013); Gastsänger
- Victorius – Dreamchaser (Sonic Attack/SPV, 2014); Gastsänger (als Angus McFife)
- Distant Past – Rise Of The Fallen (Pure Steel/Kayfabe Sounds/Soulfood, 2016); Sänger
- Kambrium – The Elder's Realm (NoiseArt/Universal, 2016); Sänger
- Nanowar of Steel – Valhalleluja (Napalm Records, 2019); Gastsänger
- Nanowar of Steel – Stairway to Valhalla (Reprint) (Napalm Records, 2020); Sänger
- Feuerschwanz – I See Fire (Napalm Records, 2021); Sänger beim Live-Stream-Konzert vom 29. Januar 2021
- Feuerschwanz – Die Letzte Schlacht (Napalm Records, 2021); Gast Sänger (als Angus McFife)
- Feuerschwanz – Warriors of the World United (Napalm Records, 2021); Gastsänger
- Feuerschwanz – Memento Mori (Napalm Records, 2021); Gastsänger
- Grailknights – Muscle Bound for Glory (Intono Records, 2022); Gastsänger (als Angus McFife)
- Feuerschwanz – Todsünden (Napalm Records, 2022); Sänger (als Angus McSix)